# Сухая Губерля
Сухая Губерля — река в России, протекает по территории Гайского района и городского округа Новотроицка Оренбургской области. Длина реки — 52 км. Площадь водосборного бассейна — 763 км².
Начинается к северо-востоку от села Новопетропавловка. В верховьях пересыхает, течёт на юго-восток. У села Новониколаевка поворачивает на юг. Протекает по степной местности через сёла Писаревка, Ишкинино и Гайнулино. Устье реки находится в 46 км по левому берегу реки Губерли.
Основные притоки — Дунайка (лв), овраги Жериклинский (пр), Ялангас (лв), Грынчалка (лв), Разорванный Гребень (пр), Хусаиновский (лв).

## Данные водного реестра
По данным государственного водного реестра России относится к Уральскому бассейновому округу, водохозяйственный участок реки — Урал от города Орск до впадения реки Сакмара. Речной бассейн реки — Урал (российская часть бассейна).
Код объекта в государственном водном реестре — 12010000812112200004058.